# الابراع (صبر الموادم)

تعديل مصدري - تعديل

الابراع هي إحدى قرى مديرية صبر الموادم بمحافظة تعز اليمنية، بلغ تعداد سكانها 526 نسمة حسب أحصائيات عام 2004.